# ژیوکو بویادژیف
ژیوکو بویادژیف (بلغاری: Живко Бояджиев؛ زادهٔ ۶ نوامبر ۱۹۷۶) بازیکن فوتبال اهل بلغارستان است.